# Primarias del Partido Demócrata de 2008 en Nueva York
La primaria presidencial demócrata en Nueva York de 2008 tuvo lugar el 5 de febrero de 2008, dentro del evento también conocido como el Super Martes. Las encuestas indicaban que la senadora por Nueva York, Hillary Clinton, aventajaba a su rival, el senador Barack Obama, por más de dos dígitos en las semanas previas a la elección, y terminó ganando con más del 58% de los votos.

## Encuestas
Las encuestas a lo largo de la campaña indicaron que Hillary Clinton, por entonces la senadora por Nueva York, era claramente la favorita para ganar las primarias de Nueva York. Ella ganaba en todas las encuestas realizadas en el estado por dos dígitos excepto una, y obtuvo más del 40% en todas las encuestas realizadas, incluso con varios retadores. Después de que el número de candidatos se redujo significativamente a fines de enero, Clinton ganó el 50% o más en todas las encuestas menos una.

## Resultados
| Candidato       | Votos     | Porcentajes | Condados | Delegados |
| --------------- | --------- | ----------- | -------- | --------- |
| Hillary Clinton | 1,068,496 | 57.37%      | 0        | 139       |
| Barack Obama    | 751,019   | 40.32%      | 0        | 93        |
| John Edwards*   | 19,725    | 1.15%       | 0        | 0         |
| Mike Gravel     | 0         | 0%          | 0        | 0         |
| Total           | 1,862,445 | 100%        | 0        | 232       |

* Candidato se retiró antes de las primarias.